# YZ قيطس
واي زد قيطس في الفلك (بالإنجليزية:YZ Ceti) هو قزم أحمر في كوكبة قيطس. على الرغم من بعده نحو 12 سنة ضوئية منا إلا أنه لا يمكن رؤيته بالعين المجردة نظرا لقلة ضياؤه. يعد نجم «واي زد قيطس» من نوع النجوم المتوهجة ذات التصنيف «يو في قيطس» حيث يتغير ضياؤه دوريا. تلبغ كتلة «واي زد قيطس» نحو 5و8% كتلة شمسية، ويقل سطوعه 5500 مرة عن شدة سطوع الشمس.
واي زد قيطس وكذلك تاو قيطس هما نجمان صغيران من نوع قزم أصفر من التصنيف الطيفي G8 ، ويبعد الاثنان عن بعضهما نحو 6و1 سنة ضوئية. تلك المسافة تقدر بنحو نصف المسافة بين الشمس وأقرب النجوم إليها وهو القزم الأحمر قنطور الأقرب (يبعد القنطور الأقرب عن الشمس نحو 22و4 سنة ضوئية.)
يعبّر الحرفان „YZ“ في اسمه عن تعريفه طبقا «لتسمية النجوم المتغيرة» والتي تعني أن YZ Ceti هو النجم رقم 53 التي تم العثور عليها في كوكبة قيطس.

## تغيره

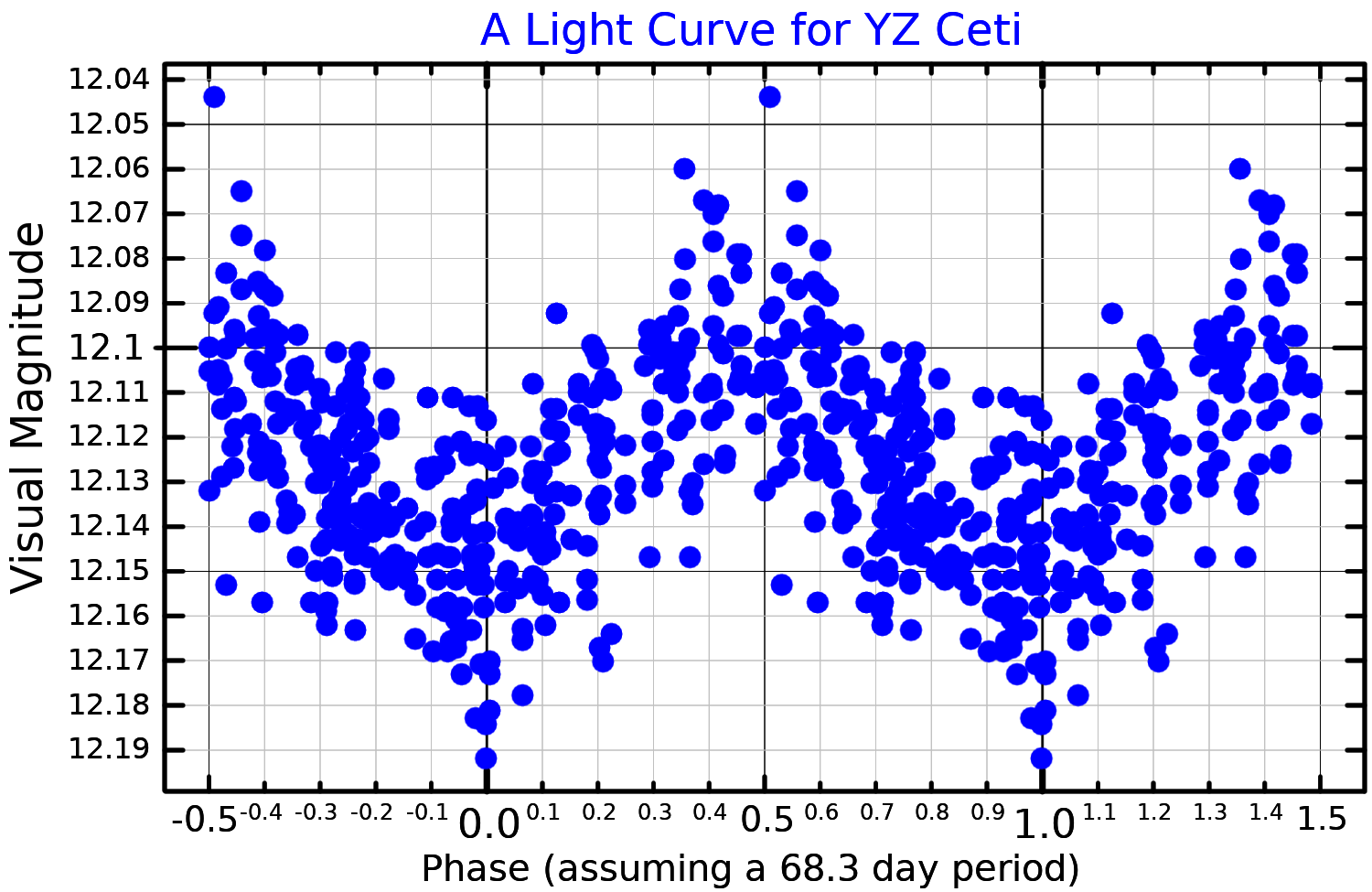
A تغير نطاق الضوء المرئي ويسمى أيضا منحنى الضوء لـ YZ Ceti ، مقتبس من Jayasinghe et al. (2017)

YZ Ceti هي تسمية نجم متغير: يظهر النجم زيادات سريعة ومختصرة في السطوع من حين لآخر تصل أحيانًا إلى القدر الظاهري 12.03، بسبب الانفجارات من السطح. يُعرف هذا النوع من النجوم المتغيرة باسم لويتن 726-8 وهذا أول أعضائها؛ أو بالعامية أكثر باسم نجمة مضيئة. يُظهر أيضًا اختلافات دورية صغيرة في السطوع الناتجة عن بقع النجوم أو تغيرات في الكروموسفير التي تتحرك أثناء دوران النجم. تُعرف هذه الفئة من النجوم المتغيرة أيضا باسم BY Draconis variable s. تسمح الاختلافات الدورية بقياس فترة دوران النجم تبلغ 68.3 يومًا، على الرغم من أن نمذجة نظام كواكبه تعطي فترة دوران للنجم 83 يومًا.

## نظام الكواكب
في 10 أغسطس 2017 تم الإعلان عن اكتشاف ثلاثة كواكب حول YZ Ceti ومرشح رابع محتمل لكوكب مثل الأرض، ولا يزال بحاجة إلى تأكيد، له كتلة تعادل 0.472 ± 0.096 كتلة أرضية في فترة مدارية تبلغ 1.04 يومًا. تم تحديد مدارات الكواكب الثلاثة المؤكدة لتكون قريبة جدًا من YZ Ceti فتكون داخل المنطقة الصالحة للحياة بالنسبة للنجم. درجات حرارة توازن تتراوح من 347-491 كلفن (74-218 درجة مئوية؛ 165-424 ؛ درجة فهرنهايت)، و 299 –423 كلفن (26-150 درجة مئوية؛ 79-302 درجة فهرنهايت) و 260-368 كلفن (-13-95 درجة مئوية؛ و 8-203 ؛ درجة فهرنهايت) للكواكب ب، ج، د، على التوالي.
أعادت دراسة أغسطس 2018 فحص قياسات الاكتشاف مؤكدة مدار YZ Ceti d ، ولكن وجدت فترة مدارية أطول بشكل هامشي لـ YZ Ceti b من 2.02 يومًا بدلاً من 1.97 يومًا؛ ووجدت أيضًا أن YZ Ceti c ربما يدور خلال 0.75 يوم فقط بدلاً من 3.06 يومًا. إذا كان الأخير صحيحًا فسيكون لـ YZ Ceti c كتلة 0.58 كتلة أرضية فقط وفرصة 10٪ تقريبًا لعبور YZ Ceti. ومع ذلك، لم تدعم دراسة عام 2020 الاستنتاج الأخير، حيث وجدت أن دورة ة 0.75 يومًا غير صحيحة وأن دورته الحقيقية تستغرق 3.06 يومًا. كما أنه لم يعثر على دليل للكوكب الرابع المرشح.
كواكب واي زد قيطس
- كوكب خارج المجموعة الشمسية= e (ما زال مشكوك فيه)
- كتلته بالنسبة للأرض = ≥0.472
- الدورة = 1.04 يوم
- المحور الأكبر للمدار = 0.01018 وحدة فلكية
- انزياح مداري = ~0

- كوكب خارج المجموعة الشمسية = b
- كتلته بالنسبة للأرض = ≥0.70+0.09
−0.08
- الدورة = 2.02087+0.00007
−0.00009 يوم
- المحور الأكبر للمدار = 0.01634+0.00035
−0.00041 وحدة فلكية
- انزياح مداري = 0.06+0.06
−0.04

- كوكب خارج المجموعة الشمسية = c
- الكتلة بالنسبة للأرض = ≥1.14+0.11
−0.10
- الدورة = 3.05989+0.00010
−0.00010 يوم
- المحور الأكبر = 0.02156+0.00046
−0.00054 وحدة فلكية
- انحراف مداري = 0.00

- كوكب خارج المجموعة الشمسية = d
- الكتلة بالنسبة للأرض = ≥1.09+0.12
−0.12
- الدورة = 4.65626+0.00028
−0.00029
- المحور الأكبر للمدار = 0.02851+0.00061
−0.00071
- انحراف مداري = 0.07+0.04
−0.05ا

- - (ملحوظة: القيم المكتوبة بالإشارات +/- تعطي حدود الدقة للقيمة المذكورة قبلها).

## اقرأ أيضا
- قنطور الأقرب
- قزم أحمر
- نجم السهم
- غلييزا 581
- تاو قيطس
- نجم أحمر تيجاردن
- نجم فان مانن
- قائمة أقرب النجوم إلينا